# Asphalt Legends Unite
Asphalt Legends (antes conocido como Asphalt 9: Legends y luego como Asphalt Legends Unite) es un videojuego de carreras desarrollado y publicado por Gameloft como parte de la serie Asphalt. Fue lanzado el 26 de febrero de 2018 para iOS en las Filipinas como un lanzamiento beta y el 25 de julio del mismo año a nivel mundial.
El juego pasó a llamarse Asphalt Legends Unite desde el 17 de julio de 2024
El juego incorpora un nuevo sistema de manejo llamado TouchDrive, que dirige el coche por una serie de rutas preestablecidas y las cuales el jugador puede elegir, el TouchDrive es algo muy limitado pero ahora se puede activar y desactivar durante la carrera sin la necesidad de pausar el juego, también incorpora el manejo por toques y por inclinación. Al inicio del juego se da un tutorial para aprender a usar TouchDrive, si este se deshabilita ofrecerá un resumen y un tutorial de como utilizar el manejo por inclinación (la inclinación es exclusiva para dispositivos móviles). Esta función puede activarse y desactivarse tanta veces se quiera, tanto al inicio del juego como tras tiempo de uso. 

## Elementos del juego

### Mecánicas
A comparación de entregas pasadas, las mecánicas del juego se acercan más a un simulador de carreras, como por ejemplo Forza Horizon 4 o Real Racing 3, en los cuales al tomar una curva el coche desacelera para evitar salirse de la pista o volcar, si se sale de la carretera marcada se perderá velocidad como por ejemplo ir por la acera, pasto, arena o nieve. Para solucionar esto Asphalt 9 cuenta con el nitro.
Nitro: En el juego el nitro va por etapas, estas van desde 1 a 4 etapa su características son las siguientes
- Nitro etapa 1 (Color amarillo): Es el de mayor duración pero es el que menos aceleración otorga, se recomienda usar en tramos largos y rectos. Para activarlo se oprime una sola vez la pantalla en la parte derecha o en la Barra espaciadora en la PC.
- Nitro etapa 2 (Color naranja): Este nitro otorga una mayor aceleración que el nitro etapa 1 pero se acaba muy rápidamente, se recomienda usar en emergencias o al tomar una rampa haciendo 360°. Se activa al presionar 2 veces la parte derecha de la pantalla rápidamente o con la barra espaciadora en PC.
- Nitro etapa 3 (Color azul): Este nitro conocido también como nitro perfecto otorga la misma aceleración que el nitro etapa 2 pero con una mayor duración. Se recomienda usar al salir de las curvas y al tomar rutas alternativas en las pistas. Se activa oprimiendo 2 veces la pantalla, la primera vez comenzara a gastar el nitro, el cual se puede ver su duración en la parte superior de la pantalla, cuando este vaya por la parte marcada en azul se oprime nuevamente la pantalla o presionar nuevamente la barra espaciadora en PC.
- Nitro etapa 4 (Color morado): Este nitro también llamado Impulso de Nitro o Nitro Shockwave otorga la mayor aceleración de todos, pero también es el que más rápido se agota, ofrece también inmunidad al coche mientras el nitro este activo. Se recomienda usarlo al tomar rampas, salir de una curva o para recuperarse de un choque. Se activa al presionar 2 veces rápidamente la pantalla o la barra espaciadora en PC cuando el nitro esta completamente lleno dentro de un rango de color violeta sino el nitro será como los ya mencionados arriba.

Curiosidad: Este nitro aparece en Asphalt 6

### Modos de juego
Asphalt 9 cuenta con los siguientes seis modos de juego:
- Eventos especiales,
- Eventos diarios,
- Multijugador,
- Carrera Rápida,
- Pantalla Partida,
- Clubes
- Modo Historia.

Se muestra el orden según el menú del juego (en Nintendo Switch), donde también aparece un acceso directo al 'Pase de Leyenda' en primer lugar antes de 'eventos Especiales y a 'Mi club' en quinto lugar entre 'Multijugador' y 'Carrera Rápida'.
Eventos especiales: En este modo Gameloft libera los mejores coches del juego en su propio evento, los cuales solo están disponibles en fechas concretas y por tiempo limitado.  Además, dentro de este contexto, se incluyen códigos canjeables que ofrecen oportunidades únicas para conseguir tokens.
Eventos diarios: En este modo hay diferentes eventos que ofrecen recompensas al jugador: planos, créditos, piezas de importación y en fichas azules (raramente). Estos eventos son fundamentales para el desarrollo del modo historia, ya que en el apartado "Botín de coche diario" supone la mejora de los coches: Chevrolet Camaro LT, Nissan 370Z Nismo, Dodge Challenger SRT8, Porsche 911 GTS Coupé, Aston Martin Vulcan, Lamborghini Centenario y Ferrari FXX K.
Multijugador: En el modo multijugador de Asphalt 9: Legends se pueden jugar con hasta 8 jugadores en tiempo real, el enfrentamiento permite que los jugadores asciendan a diferentes ligas, 5 en total: Bronce, Plata, Oro, Platino y Leyenda. También es el primer juego de la serie Asphalt en la que el jugador se puede incorporar a un club de carreras, los cuales pueden tener hasta 20 miembros y cuentan con un chat privado.
En la última actualización se agregaron las "Recompensas de puntuación de la serie" en la cual por el simple hecho de correr se ganarán unas recompensas.
Carrera rápida: Modo que permite jugar sin conexión a red, presenta una serie de 198 desafíos que al ir siendo superados van desbloqueando los diferentes circuitos disponibles en este modo (58 en el momento de edición de esta información).
Pantalla dividida Se puede jugar de 2 jugadores hasta 4 en la misma pantalla, este modo está disponible para la versión de Nintendo Switch.
Historia: El Asphalt 9: Legends cuenta con más de 70 capítulos y más de 800 carreras, cada capítulo se organiza en 5 temporadas:
- Temporada 1: Bienvenido a Asphalt. Hay 11 capítulos en esta temporada
  - Legendary Start 2018
  - Cabeza de engranaje
  - Clase D Principiante
  - Exclusive Challenge Asia
  - Pure Muscle Car
  - BMW Z4 LCI E89
  - Novato clase D
  - Clase C Novato
  - Camaro
  - Escapar
  - El corazón de Kawsai

- Temporada 2: El camino a la victoria. Hay 17 capítulos en esta temporada
  - Clase D Pro
  - Stars & Stripes
  - Ultimate Muscle
  - Novato de Clase C
  - Máquinas verdes
  - American Blaze
  - Euro Tracks
  - Clase B Principiante
  - Escapada al Este
  - Clase D Elite
  - Clase C Pro
  - BMW
  - Novato de Clase B
  - Aston Martin
  - Volkswagen XL Sport Concept
  - Lotus
  - American Most Wanted
  - Welcome Paradise

- Temporada 3: El rendimiento manda en la pista. Hay 15 capítulos en esta temporada
  - Clase D Master
  - Ruedas alemanas
  - Super Cars 1 - El comienzo
  - Ultimate Experience Season
  - Bestias exóticas
  - Dodge
  - 7 Escapes
  - Futuro rápido
  - Ford
  - Clase C Elite
  - Euro Rebeldes
  - From North to South
  - Super Cars 2 - Aumento
  - American Extreme
  - Paseo italiano
  - Mercedes-Benz

- Temporada 4: Ambición contra expectativas. Hay 16 capítulos en esta temporada
  - Bestias británicas
  - Clase A Principiante
  - Clase B Pro
  - Clase C Master
  - Land of the Racing Sun
  - Porsche
  - Novato de Clase A
  - Clase A Pro
  - Urban Outcast
  - Clase B Elite
  - Euro Show Down
  - Super Cars 3: Regreso al paseo
  - Clase A Elite
  - Clase B Master
  - McLaren
  - Sun Racers

- Temporada 5: La última prueba, nace una leyenda. Hay 17 capítulos en esta temporada
  - Clase S Novato
  - Tradition, Meets, Future
  - Ferrari
  - Principiante de Clase S
  - Hybrid Ace
  - Roadtrip Interrupted
  - Asphalt Hyper Machines
  - Lamborghini
  - Clase S Pro
  - W Motors
  - Clase A Master
  - Clase S Elite
  - Euro Motors
  - Hyper Roam
  - Clase S Master
  - Autos americanos
  - French Connection

Puede consultarse un listado completo de los circuitos de cada capítulo de cada temporada en el anexo Anexo: Listado completo por temporadas de circuitos de Asphalt 9.

### Estilos de juego
El juego incorpora diferentes formas de jugar:
- Clásico: En este modo el jugador debe ganar la carrera en 1°, 2° ,3° o puesto según indique la carrera.
- Contrarreloj: En este modo habrá un cronómetro que ira en cuenta regresiva durante la carrera, este podrá contrarrestarse agregando tiempo al mismo. Para agregar tiempo habrá puntos de control a lo largo de la pista, adicionalmente esparcidos por la carretera y algunas rampas habrá cronómetros que agregaran de 1 a 2 segundos de tiempo. Si no se logra llegar a la meta o a un punto de control antes de que finalice en tiempo del cronómetro el coche será destruido y se perderá la carrera.
- Persecución: En este modo al jugador lo estarán persiguiendo patrullas de policías los cuales intentaran entorpecer, frenar y accidentar al jugador para arrestarlo. Se pueden derribar a las patrullas haciendo giros de 360°, cayéndoles encima o utilizando el Shockwave. Si el jugador no logra llegar la meta, puede accidentar, agotar el tiempo, o quedar pillado por los policías.
- Slipstream: En este modo cada uno de los corredores incluyendo al jugador desplegaran una estela de la parte de atrás del coche, esta tendrá el mismo ancho que el coche que se este utilizando. Esta estela le otorgara al corredor que este en ella recarga de nitro ilimitada, esto con el objetivo de actuar como rebufo para alcanzar o derribar al corredor que se encuentre por delante. El slipstream se rompe si derrapas o hacer giros de 360°.

## Localizaciones (Circuitos)
El videojuego actualmente cuenta con 15 localizaciones sacadas de la vida real donde se puede correr. Además, se presentan por primera vez en la saga las variantes de tiempo, una marca puesta en cada circuito, que determina el tiempo aproximado de la ruta. Hay solamente variantes de 30", 60" (1 minuto), 90" (1 minuto y 30 segundos) y 120" (2 minutos). Nota: Generalmente las rutas de 30" son de punto a punto y las demás son carreras donde se deben dar vueltas al circuito.
 San Francisco: Esta locación vuelve a la saga tras su última aparición en Asphalt 3D. Se pueden encontrar en el mapa varios ferrocarriles que se deben esquivar, un gran túnel de dos carriles, un muelle, un estacionamiento, un tranvía y el famoso Puente Golden Gate. Entre sus características se cuenta con la presencia de un clima soleado y un ambiente urbano causante del tráfico en la localización, además de una calle en picada (California Street), donde se puede alcanzar muchas veces la máxima velocidad de un auto. Nota: En las zonas del ferrocarril, y del túnel, el tráfico no aparece.
 Escocia: Es la primera aparición de la locación en esta saga. El mapa contiene como ambientación varios molinos de viento, además de algunos barcos hundidos y otros que están a flote. Es un mapa tormentoso, y muy desolado (no hay tráfico). Nota: Es una de las únicas localidades originales que aparecen en el videojuego, puesto que, a pesar de contener algunos monumentos, y objetos reales, la localización no es totalmente fiel a su contraparte real. Las coordenadas de la localización puestas en la sección -Acerca De- conducen a las orillas del lago Loch Tay
 Himalaya: Mapa ubicado en un lugar incierto de la Cordillera Asiática. Representa las grandes montañas y el clima variado de la locación. Se destacan las increíbles bajadas y subidas que tienen estas rutas, puesto que se puede correr un auto a máxima velocidad en una bajada en picada, o que este mismo reduzca su velocidad por una subida cuesta arriba. Otra de sus características es un Salto de Montaña a Montaña presente en algunas rutas. Entre sus detalles están las caídas de rocas cuando se conduce bordeando las montañas por las partes bajas, e incluso, en algunas rutas se desprende una parte del terreno elevado
 Roma
 Shanghái
 El Cairo: Mapa técnico ubicado en la capital de Egipto. Entre sus detalles culturales, se puede encontrar el Río Nilo, la Torre de El Cairo, o la Necrópolis de Guiza con las tres Pirámides, y la Gran Esfingue. Además, entre detalles interactivos está un puente, que en algunas versiones de ruta, va colapsando simultáneamente mientras el jugador pasa sobre este. Rutas: El Regreso del Rey (30”), Isla Gezira (30”), Meta en la Torre de El Cairo (60”), Velocidad Subterránea (60”), Mil Minaretes (90”), Trayecto Urbano (90”), Río Nilo (90”), Maravillas Antiguas (90”), Quemando Llantas (90”), Maravilla Egipcia (90”), Juegos del Faraón (120”) y Ruta Escénica (120”).
 Medio Oeste de los Estados Unidos
 El Caribe: Circuito agregado en la Actualización del Caribe de Primavera de 2019. La locación está basada en una costa pacífica con una montaña rusa y una zona hotelera alrededor. También hay una jungla y una área donde hay varias generaciones de Humos de Dióxido de Azufre. No hay tráfico.
 Osaka: Circuito agregado en la Actualización Godly Beasts de diciembre de 2019. Está ambientado sobre las calles y las Zonas Industriales de la locación. Entre sus atractivos se encuentran muchos restaurantes e Industrias Manufactureras de Coches y Vehículos
 Nueva York
 Nevada
 Auckland
 Buenos Aires
 Groenlandia: Circuito agregado en la actualización Bring The Heat de julio de 2022. Ubicado en gran parte sobre paisajes con nieve y un volcán. Es un mapa desolado, sin tráfico, pero si hay casas en general
 París
 Toscana: Circuito agregado en la actualización Racing Through Fire y Hall of Flames .
 Noruega
 Singapur (debut)
 Chicago

## Banda sonora (Soundtrack)
Asphalt 9 es el tercer videojuego de la saga en contener canciones licenciadas, siguiendo la línea de Asphalt 8: Airborne, y Asphalt Xtreme. Se destaca la presencia de artistas/bandas que ya aparecieron en títulos anteriores de la saga como Vitalic con "Stamina", The Bloody Betroots con "Rocksteady", o MUTEMATH con "Blood Preassure" en el ya mencionado Asphalt 8, además de Battle Tapes con "Belgrade", y  Swankey Tunes con "The Blitz" en Asphalt Xtreme. Se incluyen composiciones presentadas por Vincent Label (DJ Gontran), Martin Courcy (Krubb Wenkroist), y Nicolas Dubé (DJ Dubai), los cuáles han aparecido en los últimos videojuegos de la serie haciendo algunas canciones originales. Hay dos tipos de música en el juego, la que suena en el menú, que es más tranquila, y la que suena en las carreras, que es más intensa, y con breaks acelerados. Los Géneros Musicales más destacados son el Rock, Trap, Electrónica, Rap, y Pop

##### Música del menú
??? Neoni, Jung Youth - Bloodstream
??? 30 Seconds To Mars - Life Is Beautiful
 K. Flay - Black Wave
 Missio - Bottom Of The Deep Blue Sea
 The Score - Legend
 Ruelle - Madness
 Welshly Arms - Legendary
 The Halluci Nation - R.E.D
  Lemaitre - Higher (ft. Maty Noytes).
 Axwell and Ingrosso - Renegade
 Papa Roach - Born For Greatness
 MUTEMATH - War
 DJ Gontran - Wide Awake
 DJ Dubai - Fill The Void
 DJ Dubai - Diesel Love
 DJ Gontran - Offroad Reverie
 DJ Dubai - Hazy
 Krubb Wenkroist - Bright Lights (Exclusivo Nintendo Switch)
NOTAS: Hay en total 15 canciones que suenan en el Menú Principal, 10 licenciadas, y 5 compuestas originalmente. La canción "Legend" de The Score apareció también en EA SPORTS NHL 18 y "Black Wave" de K. Flay en Need For Speed Payback. La canción "Paradise Lost" de Pig&Dan fue agregada en la actualización 2.3.4 (J2V Virtual Festive, and Full Throttle Season Update), pero fue removida posteriormente por razones desconocidas. La canción "Bright Lights" de Krubb Wenkroist fue añadida solamente para la versión de Nintendo Switch y no para las demás plataformas. La canción "Higher" de Lemaitre y "Black Wave" de K. Flay. no aparecen en la versión de Nintendo Switch

###### Música durante la carrera
Nicky Romero and John Christian - Iconic
 Otherkin - Yeah I Know
 Spring King - City 
 Boys Noize - Overthrow
 The Bloody Beetroots + Jet - My Name is Thunder
 Bossfight - Nock Em (Sonado en Geometry Dash SubZero)
 Death From Above 1979 - Freeze Me
 Battle Tapes - Valkyrie
 Vitalic - Second Lives
 Rafael Frost - Drift
 KALEO - Hot Blood
 Feed Me - Starcrash
 Mondo Cozmo - Sixes and Sevens
 Flux Pavilion - Pogo People
 Noisia - Collider
 Insideinfo - Renegade (ft. Jakes).
 Smallpools - Run With The Bulls
 Ummet Ozcan x Lucas & Steve - Higher
 AWOLNATION - Passion
 Swankey Tunes and Going Deeper - One Million Dollars
 Joyride - The Box
 Moby and The Void Pacific Choir - Hey! Hey!
 Bassnectar - Speakerbox (ft. Lafa Taylor).
 Pimps of Joytime - The Jump
 The Midnight Beast - Turn It Up
 Prophets of Rage - Hands Up
 Krubb Wenkroist - Come and Get It
 DJ Dubai - Technicolor Dollar
 Krubb Wenkroist - Who Says So
 DJ Dubai - Circular Sunset
 DJ Gontran - Drawp Da Bass
 Krubb Wenkroist - Sideways
 DJ Gontran - Cole Slaw
 DJ Dubai - Fantastics Scars
 Krubb Wenkroist - Rise Up
 DJ Dubai - I've Got To Get It

## Automóviles
Al igual que en juegos anteriores de la saga Asphalt los vehículos se pueden personalizar visualmente (pintura, rines, vinilos, etc.). El juego incorpora automóviles como el McLaren P1, Bugatti Chiron, Koenigsegg Jesko y es el primer videojuego en incorporar al Lamborghini Terzo Millennio.
Los automóviles son:
| Clase | Vehículo                                | Rango Inicial | Rango Máximo (Pro) 1 | Rango Máximo (Pro) 2 | Rango Máximo (Pro) 3 | Rango Máximo (Pro) 4 | Rango Máximo (Pro) 5 | Rango Máximo (Pro) 6 | Requisitos de desbloqueo | Planos para llevar a máximo |
| ----- | --------------------------------------- | ------------- | -------------------- | -------------------- | -------------------- | -------------------- | -------------------- | -------------------- | ------------------------ | --------------------------- |
| D     | Mitsubishi Lancer Evolution             | 467           | 791                  | 1094                 | 1381                 | -                    | -                    | -                    | 5 planos comunes         | 43 planos comunes           |
| D     | BMW Z4 LCI E89                          | 518           | 859                  | 1177                 | 1476                 | -                    | -                    | -                    | 5 planos comunes         | 58 planos comunes           |
| D     | Chevrolet Camaro LT                     | 556           | 910                  | 1238                 | 1546                 | -                    | -                    | -                    | 5 planos comunes         | 47 planos comunes           |
| D     | Nissan Leaf Nismo RC                    | 311           | 761                  | 1179                 | 1569                 | -                    | -                    | -                    | 15 planos comunes        | 95 planos comunes           |
| D     | Nissan 370Z Nismo                       | 620           | 990                  | 1335                 | 1662                 | -                    | -                    | -                    | 10 planos comunes        | 52 planos comunes           |
| D     | KTM X-Bow GTX                           | 662           | 1042                 | 1398                 | 1738                 | -                    | -                    | -                    | 30 planos comunes        | 107 planos comunes          |
| D     | Volkswagen XL Sport Concept             | 706           | 1097                 | 1463                 | 1814                 | -                    | -                    | -                    | 20 planos comunes        | 62 planos comunes           |
| D     | DS Automobiles DS E-TENSE               | 799           | 1218                 | 1610                 | 1976                 | -                    | -                    | -                    | 20 planos comunes        | 62 planos comunes           |
| D     | Dodge Challenger 392 Hemi Scat Pack     | 899           | 1344                 | 1757                 | 2144                 | -                    | -                    | -                    | 20 planos comunes        | 62 planos comunes           |
| D     | Renault DeZir                           | 899           | 1192                 | 1531                 | 1879                 | 2213                 | -                    | -                    | 30 planos raros          | 128 planos raros            |
| D     | Italdesign DaVinci                      | 848           | 1163                 | 1515                 | 1875                 | 2217                 | -                    | -                    | 30 planos raros          | 128 planos raros            |
| D     | BMW i8 Roadster                         | 715           | 1069                 | 1462                 | 1864                 | 2247                 | -                    | -                    | 30 planos raros          | 128 planos raros            |
| D     | Peugeot SR1                             | 721           | 1076                 | 1483                 | 1900                 | 2307                 | -                    | -                    | 30 planos raros          | 128 planos raros            |
| D     | Porsche 911 Carrera RS 3.8              | 599           | 991                  | 1438                 | 1896                 | 2526                 | -                    | -                    | 30 planos raros          | 128 planos raros            |
| D     | Porsche 718 Cayman S                    | 1006          | 1310                 | 1658                 | 2016                 | 2360                 | -                    | -                    | 25 planos raros          | 75 planos raros             |
| D     | Infiniti Project Black S                | 729           | 1119                 | 1540                 | 1970                 | 2368                 | -                    | -                    | 30 planos raros          | 128 planos raros            |
| D     | Lotus Elise Sprint 220                  | 527           | 997                  | 1460                 | 1933                 | 2390                 | -                    | -                    | 10 planos raros          | 68 planos raros             |
| D     | Lamborghini Countach                    | 1063          | 1389                 | 1757                 | 2135                 | 2498                 | -                    | -                    | 30 planos raros          | 128 planos raros            |
| D     | Ford Shelby GT350R                      | 1121          | 1442                 | 1800                 | 2183                 | 2548                 | -                    | -                    | 20 planos raros          | 78 planos raros             |
| D     | Porsche 911 Targa 4S                    | 1063          | 1397                 | 1790                 | 2192                 | 2589                 | -                    | -                    | 30 planos raros          | 128 planos raros            |
| D     | Lotus Emira                             | 1109          | 1448                 | 1834                 | 2228                 | 2611                 | -                    | -                    | 30 planos raros          | 128 planos raros            |
| D     | Praga R1                                | 1151          | 1488                 | 1864                 | -                    | 2624                 | -                    | -                    | 30 planos raros          | 128 planos raros            |
| D     | Ginetta G60                             | 1181          | 1517                 | 1861                 | 2277                 | 2646                 | -                    | -                    | 30 planos raros          | 128 planos raros            |
| D     | Renault TreZor                          | 1212          | 1541                 | 1914                 | 2296                 | 2667                 | -                    | -                    | 30 planos raros          | 128 planos raros            |
| D     | Nissan 370Z Neon Edition                | 540           | 1030                 | 1576                 | 2138                 | 2675                 | -                    | -                    | 30 planos raros          | 128 planos raros            |
| D     | Honda Civic Type R (EK9)                | 1243          | 1578                 | 1951                 | 2334                 | 2698                 | -                    | -                    | 30 planos raros          | 128 planos raros            |
| D     | Porsche Taycan Turbo S                  | 1274          | 1616                 | 1988                 | 2369                 | 2724                 | -                    | -                    | 30 planos raros          | 128 planos raros            |
| D     | TVR Griffith                            | 1307          | 1630                 | 2001                 | 2381                 | 2751                 | -                    | -                    | 30 planos raros          | 128 planos raros            |
| D     | Bentley Continental GT3                 | 1139          | 1524                 | 1942                 | 2374                 | 2792                 | -                    | -                    | 1 llave de evento        | 128 planos raros            |
| D     | Mazda Furai                             | 1372          | 1712                 | 2095                 | 2486                 | 2853                 | -                    | -                    | 30 planos raros          | 128 planos raros            |
| D     | Alfa Romeo Giulia GTAm                  | 1406          | 1601                 | x                    | x                    | x                    | 2895                 | -                    | 1 llave de evento        | 125 planos épicos           |
| D     | Chevrolet Corvette C7.R                 | 1440          | 1637                 | 1868                 | 2122                 | 2433                 | 2948                 | -                    | 1 llave de evento        | 125 planos épicos           |
| D     | Aston Martin Vantage V12 2022           | 1454          | 1649                 | 1880                 | 2125                 | x                    | 2968                 | -                    | 1 llave de evento        | 125 planos épicos           |
| D     | Lamborghini Huracán Super Trofeo EVO    | 1475          | 1673                 | 1905                 | 2160                 | 2433                 | 3000                 | -                    | 1 llave de evento        | 125 planos épicos           |
| D     | Volkswagen Electric R                   | 1510          | 1711                 | 1947                 | 2214                 | 2519                 | 3054                 | -                    | 1 llave de evento        | 125 planos épicos           |
| D     | Glickenhaus 004C                        | 1524          | 1726                 | 1964                 | 2217                 | 2550                 | 3075                 | -                    | 1 llave de evento        | 125 planos épicos           |
| D     | Ford Mustang Mach E                     | 1538          | x                    | x                    | x                    | x                    | 3097                 | -                    | 1 llave de evento        | x planos épicos             |
| C     | Dodge Challenger SRT8                   | 799           | 1075                 | 1425                 | 1867                 | -                    | -                    | -                    | 15 planos comunes        | 85 planos comunes           |
| C     | BMW 3.0 CSL Hommage                     | 889           | 1181                 | 1550                 | 1826                 | -                    | -                    | -                    | 20 planos comunes        | 90 planos comunes           |
| C     | Porsche Boxster 25th                    | 920           | 1210                 | -                    | 1844                 | -                    | -                    | -                    | 55 planos comunes        | 183 planos comunes          |
| C     | Chevrolet Camaro ZL1 50th Edition       | 884           | 1290                 | 1680                 | 1971                 | -                    | -                    | -                    | 25 planos comunes        | 95 planos comunes           |
| C     | Lotus Evora 410 Sport                   | 1086          | 1411                 | 1813                 | 2123                 | -                    | -                    | -                    | 20 planos comunes        | 90 planos comunes           |
| C     | Mercedes-AMG GT-S                       | 1193          | 1531                 | 1959                 | 2281                 | -                    | -                    | -                    | 30 planos comunes        | 100 planos comunes          |
| C     | BMW M4 GTS                              | 1309          | 1609                 | 2112                 | 2447                 | -                    | -                    | -                    | 40 planos comunes        | 110 planos comunes          |
| C     | Rezvani Beast X                         | 1426          | 1682                 | 2019                 | 2353                 | 2635                 | -                    | -                    | 35 planos raros          | 103 planos raros            |
| C     | Aston Martin V12 Speedster              | 1496          | 1759                 | 2106                 | 2450                 | 2735                 | -                    | -                    | 50 planos raros          | 165 planos raros            |
| C     | Donkervoort D8 GTO Individual Series    | 1524          | 1789                 | x                    | x                    | 2774                 | -                    | -                    | 50 planos raros          | 165 planos raros            |
| C     | Dodge Viper ACR                         | 1553          | 1821                 | 2176                 | 2526                 | 2826                 | -                    | -                    | 35 planos raros          | 103 planos raros            |
| C     | Bolwell MK X Nagari 500                 | 1582          | 1853                 | 2211                 | 2564                 | 2857                 | -                    | -                    | 50 planos raros          | 165 planos raros            |
| C     | Ford Shelby GR-1                        | 1618          | 1892                 | 2255                 | 2613                 | 2909                 | -                    | -                    | 50 planos raros          | 165 planos raros            |
| C     | Pininfarina H2 Speed                    | 1685          | 1969                 | 2332                 | 2695                 | 3003                 | _                    | -                    | 35 planos raros          | 103 planos raros            |
| C     | Artega Scalo Superelletra               | 1739          | 2028                 | 2405                 | 2777                 | 3088                 | -                    | -                    | 50 planos raros          | 165 planos raros            |
| C     | Saleen S1                               | 1785          | 2079                 | 2464                 | 2834                 | 3144                 | -                    | -                    | 50 planos raros          | 165 planos raros            |
| C     | Acura 2017 NSX                          | 1824          | 2117                 | 2500                 | 2886                 | 3199                 | -                    | -                    | 35 planos raros          | 103 planos raros            |
| C     | Maserati Alfieri                        | 1218          | 1638                 | 2198                 | 2752                 | 3206                 | -                    | -                    | 35 planos raros          | 103 planos raros            |
| C     | Jaguar XJR-15                           | 1840          | 2135                 | 2523                 | 2907                 | 3221                 | -                    | -                    | 50 planos raros          | 165 planos raros            |
| C     | Mercedes-Benz 2022 Showcar Vision AMG   | 1889          | 2185                 | 2576                 | 2962                 | 3294                 | -                    | -                    | 50 planos raros          | 165 planos raros            |
| C     | Ferrari Monza SP1                       | 1921          | 2225                 | 2626                 | 3014                 | 3334                 | -                    | -                    | 50 planos raros          | 165 planos raros            |
| C     | ATS Automobili Corsa RRTurbo            | 1979          | 2279                 | 2675                 | 3060                 | 3392                 | -                    | -                    | 1 llave de evento        | 125 planos raros            |
| C     | Formula E Gen 2 Asphalt Edition         | 1987          | 2166                 | 2432                 | 2673                 | 2938                 | 3426                 | -                    | 35 planos raros          | 134 planos raros            |
| C     | Jaguar XE SV Project 8                  | 2012          | 2199                 | 2498                 | 2704                 | 2993                 | 3483                 | -                    | 35 planos raros          | 134 planos raros            |
| C     | Ferrari F40                             | 2054          | 2242                 | 2512                 | 2751                 | 3037                 | 3531                 | -                    | 35 planos épicos         | 134 planos épicos           |
| C     | Renault R.S 01                          | 2071          | 2262                 | 2536                 | 2775                 | 3049                 | 3565                 | -                    | 1 llave de evento        | 133 planos épicos           |
| C     | Mercedes-Benz CLK GTR AMG               | 2080          | 2268                 | x                    | x                    | x                    | 3575                 | -                    | 35 planos épicos         | 134 planos épicos           |
| C     | Acura NSX GT3 EVO                       | 2089          | 2278                 | 2556                 | 2797                 | 3077                 | 3585                 | -                    | 1 llave de evento        | 133 planos épicos           |
| C     | Vencer Sarthe                           | 1970          | 2154                 | 2420                 | 2653                 | 2941                 | 3638                 | _                    | 35 planos épicos         | 134 planos épicos           |
| C     | Maserati MC12                           | 2141          | 2334                 | 2605                 | 2847                 | 3162                 | 3660                 | -                    | 1 llave de evento        | 133 planos épicos           |
| C     | Bentley Mulliner Bacalar                | 1840          | 2072                 | 2402                 | 2694                 | 3057                 | 3665                 | -                    | 35 planos épicos         | 134 planos épicos           |
| C     | De Tomaso P900                          | 1853          | 2085                 | 2418                 | 2712                 | 3066                 | 3678                 | -                    | 35 planos épicos         | 134 planos épicos           |
| C     | Lamborghini Miura Concept               | 1864          | 2095                 | 2427                 | 2721                 | 3079                 | 3690                 | -                    | 35 planos épicos         | 134 planos épicos           |
| C     | Dodge Challenger STR8 Security          | 1500          | 1977                 | x                    | x                    | x                    | x                    | x                    | 50 planos raros          | x                           |
| C     | Porsche 718 Cayman GT4 Clubsport        | 1889          | 2125                 | 2461                 | 2757                 | 3113                 | 3727                 | -                    | 1 llave de evento        | 133 planos épicos           |
| C     | Chevrolet Corvette Stingray             | 2176          | 2381                 | 2677                 | 2937                 | 3250                 | 3787                 | -                    | 35 planos épicos         | 134 planos épicos           |
| C     | Brabham BT62                            | 2188          | 2395                 | -                    | 2956                 | -                    | 3817                 | -                    | 1 llave de evento        | 133 planos épicos           |
| C     | Ferrari 599XX Evo                       | 2202          | 2412                 | 2716                 | 2982                 | 3290                 | 3843                 | -                    | 1 llave de evento        | 133 planos épicos           |
| C     | Ares S1                                 | 2206          | 2418                 | 2723                 | 2988                 | 3303                 | 3859                 | -                    | 1 llave de evento        | 134 planos épicos           |
| C     | Lamborghini Diablo GT                   | 2211          | 2422                 | 2723                 | 2990                 | 3316                 | 3771                 | -                    | 35 planos épicos         | 134 planos épicos           |
| C     | Arrinera Hussarya 33                    | 2229          | 2440                 | 2744                 | 3010                 | 3343                 | 3897                 | -                    | 35 planos épicos         | 134 planos épicos           |
| C     | Bugatti EB110                           | 2265          | 2479                 | 2783                 | 3053                 | 3385                 | 3945                 | -                    | 1 llave de evento        | 134 planos épicos           |
| C     | Porsche Panamera Turbo S                | 2283          | 2495                 | 2798                 | 3066                 | 3405                 | 3971                 | -                    | 1 llave de evento        | 134 planos épicos           |
| C     | Lamborghini Gallardo LP 560-4           | 2301          | 2521                 | 2830                 | 3102                 | 3482                 | 3997                 | -                    | 35 planos épicos         | 134 planos épicos           |
| C     | McLaren GT                              | 2319          | 2536                 | 2847                 | 3123                 | 3452                 | 4022                 | -                    | 35 planos épicos         | 134 planos épicos           |
| B     | Porsche 911 GTS Coupé                   | 1243          | 1555                 | 1898                 | 2186                 | -                    | -                    | -                    | 30 planos comunes        | 125 planos comunes          |
| B     | Aston Martin DB11                       | 1302          | 1670                 | 2029                 | 2330                 | -                    | -                    | -                    | 30 planos comunes        | 125 planos comunes          |
| B     | Jaguar F-Type SVR                       | 1454          | 1691                 | 1941                 | 2233                 | 2500                 | -                    | -                    | 30 planos raros          | 108 planos raros            |
| B     | Exotic Rides W70                        | 1567          | 1920                 | 2308                 | 2633                 | -                    | -                    | -                    | 40 planos comunes        | 140 planos comunes          |
| B     | Porsche 911 GT1 Evolution               | 1625          | 1835                 | 2149                 | 2460                 | 2735                 | -                    | -                    | 55 planos raros          | 188 planos raros            |
| B     | Ford GT (2016)                          | 1685          | 1891                 | 2216                 | 2535                 | 2816                 | -                    | -                    | 35 planos raros          | 113 planos raros            |
| B     | Lamborghini Asterion                    | 1809          | 2023                 | 2363                 | 2863                 | 2983                 | -                    | -                    | 40 planos raros          | 118 planos raros            |
| B     | Ferrari Roma                            | 1872          | 2091                 | 2431                 | 2766                 | 3069                 | -                    | -                    | 55 planos raros          | 188 planos raros            |
| B     | Arash AF10                              | 1905          | 2128                 | 2473                 | -                    | 3112                 | -                    | -                    | 55 planos raros          | 188 planos raros            |
| B     | Cadillac Cien Concept                   | 1937          | 2160                 | 2510                 | 2854                 | 3155                 | -                    | -                    | 40 planos raros          | 118 planos raros            |
| B     | Ford GT MK II                           | 1970          | 2199                 | 2552                 | 2898                 | 3200                 | -                    | -                    | 1 llave de evento        | 175 planos raros            |
| B     | Italdesign Zerouno                      | 2004          | 2234                 | 2588                 | 2937                 | 3245                 | -                    | -                    | 40 planos raros          | 173 planos raros            |
| B     | McLaren Artura                          | 2021          | x                    | x                    | x                    | 3267                 | -                    | -                    | 55 planos raros          | x planos raros              |
| B     | Arash AF8 Falcon Edition                | 2037          | 2265                 | -                    | 2970                 | 3289                 | -                    | -                    | 1 llave de evento        | 175 planos raros            |
| B     | Ferrari 488 GTB                         | 2071          | 2303                 | 2664                 | 3011                 | 3334                 | -                    | -                    | 40 planos raros          | 118 planos raros            |
| B     | Drako GTE                               | 2141          | 2376                 | 2741                 | 3102                 | 3425                 | -                    | -                    | 55 planos raros          | 188 planos raros            |
| B     | SCG 003S                                | 2211          | 2449                 | 2823                 | 3193                 | 3519                 | -                    | -                    | 40 planos raros          | 118 planos raros            |
| B     | McLaren Elva                            | 2211          | 2387                 | 2645                 | 2878                 | 3213                 | 3533                 | -                    | 45 planos épicos         | 162 planos épicos           |
| B     | Nissan R390 GT1                         | 2283          | 2466                 | 2730                 | 2966                 | 3304                 | 3627                 | -                    | 1 llave de evento        | 162 planos épicos           |
| B     | Maserati MC20                           | 2393          | x                    | x                    | x                    | x                    | 3773                 | -                    | 45 planos épicos         | x planos épicos             |
| B     | Ferrari F12tdf                          | 2356          | 2543                 | 2812                 | 3052                 | 3394                 | 3724                 | -                    | 30 planos épicos         | 105 planos épicos           |
| B     | McLaren 765LT                           | 2430          | 2621                 | 2893                 | 3135                 | 3487                 | 3821                 | -                    | 45 planos épicos         | 162 planos épicos           |
| B     | Chevrolet Corvette Grand Sport          | 2506          | 2702                 | 2977                 | 3227                 | 3581                 | 3921                 | -                    | 30 planos épicos         | 105 planos épicos           |
| B     | Lamborghini Murciélago LP640-4 Roadster | 2516          | 2710                 | 2988                 | 3228                 | 3593                 | 3934                 | -                    | 45 planos épicos         | 162 planos épicos           |
| B     | Apex AP-0                               | 2412          | 2626                 | 2926                 | 3189                 | 3575                 | 3946                 | -                    | 45 planos épicos         | 162 planos épicos           |
| B     | Aston Martin Vantage GT12               | 2526          | 2724                 | 3001                 | 3246                 | 3575                 | 3946                 | -                    | 45 planos épicos         | 162 planos épicos           |
| B     | Apollo IE                               | 2430          | 2648                 | 2939                 | 3205                 | 3586                 | 3953                 | -                    | 45 planos épicos         | 162 planos épicos           |
| B     | SIN R1 550                              | 2545          | 2743                 | 3025                 | 3272                 | 3628                 | 3971                 | _                    | 30 planos épicos         | 105 planos épicos           |
| B     | Lamborghini Reventon Roadster           | 2555          | 2747                 | 3021                 | 3266                 | 3622                 | 3984                 | -                    | 1 llave de evento        | 162 planos épicos           |
| B     | Ferrari Enzo Ferrari                    | 2574          | 2769                 | 3050                 | 3304                 | 3665                 | 4009                 | -                    | 45 planos épicos         | 162 planos épicos           |
| B     | Aston Martin One-77                     | 2584          | 2777                 | 3059                 | 3312                 | 3671                 | 4022                 | -                    | 45 planos épicos         | 162 planos épicos           |
| B     | Aston Martin One-77                     | 2584          | 2777                 | 3059                 | 3312                 | 3671                 | 4022                 | -                    | 45 planos épicos         | 162 planos épicos           |
| B     | Porsche 911 GTS Security                | 2000          | 2277                 | x                    | x                    | x                    | x                    | _                    | 45 planos épicos         | x                           |
| B     | Mercedes-Benz SLR McLaren               | 2097          | 2364                 | 2747                 | 3089                 | 3585                 | 4058                 | _                    | 45 planos épicos         | 162 planos épicos           |
| B     | Aston Martin DBS Superleggera           | 2412          | 2638                 | 2963                 | 3251                 | 3666                 | 4059                 |                      | 45 planos épicos         | 162 planos épicos           |
| B     | Lamborghini Essenza SCV12               | 2506          | 2719                 | 3025                 | 3294                 | 3687                 | 4061                 | -                    | 1 llave de evento        | 162 planos épicos           |
| B     | Puritalia Berlinetta                    | 2603          | 2803                 | 3090                 | 3347                 | -                    | 4076                 | -                    | 45 planos épicos         | 162 planos épicos           |
| B     | McLaren Solus GT                        | 2506          | 2719                 | 3025                 | 3296                 | 3692                 | 4076                 | -                    | 1 llave de evento        | 162 planos épicos           |
| B     | Lamborghini Huracán EVO Spyder          | 2004          | 2291                 | 2706                 | 3075                 | 3664                 | 4109                 | -                    | 45 planos épicos         | 162 planos épicos           |
| B     | Porsche Carrera GT                      | 2506          | 2728                 | 3045                 | 3327                 | 3735                 | 4126                 | -                    | 45 planos épicos         | 162 planos épicos           |
| B     | Nissan GTR-50 Italdesign                | 2089          | 2372                 | 2775                 | 3136                 | 3652                 | 4153                 | -                    | 45 planos épicos         | 162 planos épicos           |
| B     | Zenvo TSR-S                             | 2021          | 2316                 | 2734                 | 3105                 | 3648                 | 4171                 | -                    | 1 llave de evento        | 162 planos                  |
| B     | Lamborghini Sesto Elemento              | 2029          | 2295                 | 2605                 | 2917                 | 3343                 | 3833                 | 4183                 | 55 planos épicos         | 226 planos épicos           |
| B     | Porsche 911 GT3 RS                      | 1809          | 2109                 | 2458                 | 2806                 | 3285                 | 3824                 | 4211                 | 55 planos épicos         | 226 planos épicos           |
| B     | Ferrari 488 GTB Challenge Evo           | 2146          | 2403                 | 2703                 | 3009                 | 3427                 | 3908                 | 4255                 | 1 llave de evento        | 240 planos épicos           |
| B     | Lotus Evija                             | 2229          | 2484                 | 2778                 | 3075                 | 3482                 | 3944                 | 4276                 | 55 planos épicos         | 240 planos épicos           |
| B     | Lamborghini Gallardo Security           | 2500          | 2745                 | x                    | x                    | x                    | x                    | x                    | 45 planos épicos         | x                           |
| B     | McLaren F1 LM                           | 2319          | 2563                 | 2846                 | 3133                 | 3526                 | 3982                 | 4309                 | 1 llave de evento        | 244 planos épicos           |
| B     | Security Interceptor                    | 2506          | 2726                 | x                    | x                    | x                    | x                    | 4327                 | 55 planos épicos         | x                           |
| B     | Volkswagen W12 Coupe                    | 2337          | 2576                 | 2853                 | 3145                 | 3532                 | 4005                 | 4348                 | 1 llave de evento        | 245 planos épicos           |
| B     | Pagani Huayra R                         | 2356          | 2600                 | 2883                 | 3173                 | 3566                 | 4030                 | 4363                 | 55 planos épicos         | 240 planos épicos           |
| A     | Aston Martin Vulcan                     | 1970          | 2202                 | 2454                 | 2736                 | 3012                 | -                    | -                    | 45 planos raros          | 146 planos raros            |
| A     | Nissan GT-R Nismo                       | 2083          | 2322                 | 2580                 | 2868                 | 3157                 | -                    | -                    | 45 planos raros          | 136 planos raros            |
| A     | NIO EP9                                 | 2113          | 2359                 | 2616                 | 2910                 | 3194                 | -                    | -                    | 60 planos raros          | 214 planos raros            |
| A     | Ferrari J50                             | 2141          | 2391                 | 2648                 | 2945                 | 3230                 | -                    | -                    | 45 planos raros          | 136 planos raros            |
| A     | Dodge Viper GTS                         | 2200          | 2453                 | 2709                 | 3015                 | 3306                 | -                    | -                    | 45 planos raros          | 136 planos raros            |
| A     | Bentley Continental GT Speed            | 2229          | 2483                 | 2749                 | 3052                 | 3342                 | -                    | -                    | 60 planos épicos         | 214 planos épicos           |
| A     | Ferrari LaFerrari                       | 2326          | 2445                 | 2621                 | 2831                 | 3117                 | 3445                 | -                    | 35 planos épicos         | 122 planos épicos           |
| A     | McLaren P1                              | 2446          | 2579                 | 2759                 | 2980                 | 3279                 | 3602                 | -                    | 35 planos épicos         | 122 planos épicos           |
| A     | Pagani Zonda HP Barchetta               | 2506          | 2638                 | 2820                 | 3051                 | 3349                 | 3602                 | -                    | 1 llave de evento        | 187 planos épicos           |
| A     | Lamborghini Aventador SV Coupé          | 2579          | 2706                 | 2890                 | 3128                 | 3424                 | 3763                 | -                    | 35 planos épicos         | 122 planos épicos           |
| A     | Ferrari 812 Superfast                   | 2643          | 2778                 | 2963                 | 3189                 | 3493                 | 3827                 | -                    | 50 planos épicos         | 187 planos épicos           |
| A     | LEGO Technic McLaren Senna GTR          | 2594          | 2736                 | -                    | -                    | -                    | 3846                 | -                    | 1 llave de evento        | 187 planos épicos           |
| A     | Chevrolet Corvette ZR1                  | 2672          | 2811                 | 3000                 | 3232                 | 3540                 | 3876                 | -                    | 50 planos épicos         | 187 planos épicos           |
| A     | Jaguar C-X75                            | 2688          | 2828                 | 3020                 | 3248                 | 3560                 | 3898                 | -                    | 50 planos épicos         | 186 planos épicos           |
| A     | VLF Force 1 V10                         | 2706          | 2846                 | 3038                 | 3272                 | 3587                 | 3929                 | -                    | 45 planos épicos         | 132 planos épicos           |
| A     | McLaren Senna GTR                       | 2783          | 2925                 | 3122                 | 3353                 | 3674                 | 4025                 | -                    | 50 planos épicos         | 186 planos épicos           |
| A     | Lamborghini Aventador SVJ Roadster      | 2274          | 2515                 | 2800                 | 3062                 | 3405                 | 3742                 | 4081                 | 70 planos épicos         | 267 planos épicos           |
| A     | Porsche 918 Spyder                      | 2843          | 2988                 | 3180                 | 3420                 | 3743                 | 4099                 | -                    | 35 planos épicos         | 122 planos épicos           |
| A     | Vanda Electrics Dendrobium              | 2229          | 2438                 | 2776                 | 3044                 | 3387                 | 3743                 | 4099                 | 50 planos épicos         | 250 planos épicos           |
| A     | Peugeot 9X8                             | 2794          | 2968                 | 3175                 | 3366                 | 3615                 | -                    | 4108                 | 70 planos épicos         | 267 planos épicos           |
| A     | McLaren 570S Spider                     | 2319          | 2559                 | 2841                 | 3100                 | 3437                 | 3779                 | 4116                 | 50 planos épicos         | 250 planos épicos           |
| A     | Lamborghi Aventador J                   | 2804          | 2957                 | 3166                 | 3417                 | 3760                 | 4133                 | -                    | 50 planos épicos         | 186 planos épicos           |
| A     | Peugeot Onyx                            | 2855          | 3026                 | 3226                 | 3413                 | 3739                 | 3917                 | 4145                 | 50 planos épicos         | 250 planos épicos           |
| A     | Pagani Zonda R                          | 2603          | 2811                 | 3056                 | 3282                 | 3580                 | 3874                 | 4158                 | 1 llave de evento        | 249 planos épicos           |
| A     | SCG 007S                                | 2653          | 2859                 | 3101                 | 3325                 | 3613                 | 3902                 | 4187                 | 1 llave de evento        | 249 planos épicos           |
| A     | Citroën GT by Citroën                   | 2907          | 3085                 | 3292                 | 3483                 | 3739                 | 3989                 | 4222                 | 50 planos épicos         | 250 planos épicos           |
| A     | Aston Martin Victor                     | 2950          | 3118                 | 3323                 | 3512                 | 3761                 | 4010                 | 4255                 | 70 planos épicos         | 257 planos épicos           |
| A     | Porsche 911 GT2 Clubsport               | 2702          | 2914                 | 3160                 | 3387                 | 3680                 | 3977                 | 4270                 | 1 llave de evento        | 249 planos épicos           |
| A     | Pagani Huayra BC                        | 2983          | 3159                 | 3361                 | 3549                 | 3790                 | 4038                 | 4274                 | 50 planos épicos         | 183 planos épicos           |
| A     | McLaren 650S GT3                        | 2988          | 3156                 | -                    | -                    | -                    | -                    | 4279                 | 70 planos épicos         | 267 planos épicos           |
| A     | Lamborghini SC18                        | 2992          | 3166                 | 3369                 | 3556                 | 3806                 | 4050                 | 4284                 | 1 llave de evento        | 249 planos épicos           |
| A     | Ferrari LaFerrari Aperta                | 2998          | 3172                 | 3377                 | 3563                 | 3803                 | 4047                 | 4291                 | 50 planos épicos         | 250 planos épicos           |
| A     | Ferrari F8 Tributo                      | 3007          | 3183                 | 3387                 | 3574                 | 3825                 | 4073                 | 4305                 | 50 planos épicos         | 250 planos épicos           |
| A     | Lamborghini SC20                        | 2907          | 3095                 | 3316                 | 3519                 | 3779                 | 4043                 | 4307                 | 1 llave de evento        | 249 planos épicos           |
| A     | Genty Akylone                           | 3013          | 3187                 | 3391                 | 3578                 | 3824                 | 4071                 | 4310                 | 50 planos épicos         | 250 planos épicos           |
| A     | Techrules AT96 Track Version            | 3122          | 3298                 | 3506                 | 3698                 | 3950                 | 4202                 | 4444                 | 1 llave de evento        | 265 planos épicos           |
| A     | Noble M600 Speedster                    | 3154          | 3328                 | 3535                 | 3723                 | 3975                 | 4224                 | 4464                 | 70 planos épicos         | 257 planos épicos           |
| A     | Rimac Concept One                       | 3176          | 3348                 | 3551                 | 3741                 | 3989                 | 4237                 | 4480                 | 70 planos épicos         | 257 planos épicos           |
| A     | Aston Martin Valhalla                   | 3232          | 3401                 | 3605                 | 3789                 | 4032                 | 4276                 | 4521                 | 50 planos épicos         | 250 planos épicos           |
| A     | Pagani Imola                            | 3254          | 3430                 | 3631                 | 3817                 | 4060                 | 4307                 | 4545                 | 70 planos épicos         | 257 planos épicos           |
| A     | Lamborghini Countach LPI 800-4          | 3266          | 3439                 | 3641                 | 3828                 | 4077                 | 4325                 | 4559                 | 1 llave de evento        | 265 planos épicos           |
| S     | Lamborghini Centenario LP-770           | 2702          | 2850                 | 3012                 | 3177                 | 3456                 | 3709                 | -                    | 40 planos épicos         | 133 planos épicos           |
| S     | Ferrari FXX-K                           | 2804          | 2949                 | 3120                 | 3298                 | 3563                 | 3862                 | -                    | 40 planos épicos         | 133 planos épicos           |
| S     | Icona Vulcano Titanium                  | 2907          | 3055                 | 3238                 | 3412                 | 3682                 | 3957                 | -                    | 40 planos épicos         | 133 planos épicos           |
| S     | W Motors Lykan HyperSport               | 3013          | 3168                 | 3346                 | 3518                 | 3800                 | 4083                 | -                    | 40 planos épicos         | 133 planos épicos           |
| S     | RAESR Tachyon Speed                     | 3035          | 3174                 | 3340                 | 3516                 | 3697                 | 3905                 | 4109                 | 1 llave de evento        | 300 planos épicos           |
| S     | Lamborghini Veneno                      | 3067          | 3208                 | 3374                 | 3548                 | 3731                 | 3941                 | 4148                 | 60 planos épicos         | 200 planos épicos           |
| S     | Jaguar XJ220S TWR                       | 3089          | 3229                 | 3396                 | 3573                 | 3758                 | 3973                 | 4173                 | 1 llave de evento        | 300 planos épicos           |
| S     | Lamborghini Egoísta                     | 3122          | 3267                 | 3428                 | 3605                 | 3789                 | 4008                 | 4213                 | 60 planos épicos         | 200 planos épicos           |
| S     | Chrysler ME412                          | 3165          | 3303                 | 3467                 | 3642                 | 3825                 | 4043                 | 4241                 | 85 planos épicos         | 300 planos épicos           |
| S     | TRION Nemesis                           | 3232          | 3380                 | 3547                 | 3729                 | 3917                 | 4138                 | 4344                 | 60 planos épicos         | 200 planos épicos           |
| S     | Ferrari SF90 Stradale                   | 2928          | 3124                 | 3350                 | 3587                 | 3832                 | 4117                 | 4395                 | 60 planos épicos         | 200 planos épicos           |
| S     | McLaren Senna                           | 2855          | 3058                 | 3297                 | 3552                 | 3812                 | 4112                 | 4406                 | 60 planos épicos         | 200 planos épicos           |
| S     | Bugatti Veyron 16.4 Grand Sport Vitesse | 3111          | 3281                 | 3480                 | 3693                 | 3910                 | 4165                 | 4406                 | 85 planos épicos         | 300 planos épicos           |
| S     | Lamborghini Terzo Millennio             | 3288          | 3440                 | 3618                 | 3798                 | 3986                 | 4205                 | 4411                 | 60 planos épicos         | 200 planos épicos           |
| S     | Vision 1789                             | 3232          | 3390                 | 3576                 | 3773                 | 3974                 | 4212                 | 4435                 | 85 planos épicos         | 300 planos épicos           |
| S     | W Motors Fenyr SuperSport               | 3345          | 3492                 | 3666                 | 3851                 | 4043                 | 4268                 | 4479                 | 60 planos épicos         | 200 planos épicos           |
| S     | Aston Martin Valkyrie                   | 3176          | 3346                 | 3548                 | 3761                 | 3984                 | 4242                 | 4486                 | 85 planos épicos         | 300 planos épicos           |
| S     | Zenvo TS1 GT Anniversary                | 3067          | 3251                 | 3477                 | 3711                 | 3958                 | 4249                 | 4514                 | 60 planos épicos         | 200 planos épicos           |
| S     | Rimac Concept S                         | 3089          | x                    | x                    | x                    | x                    | x                    | 4528                 | 85 planos épicos         | x planos épicos             |
| S     | Automobili Pininfarina Battista         | 3122          | 3308                 | 3527                 | 3761                 | 4002                 | 4280                 | 4550                 | 60 planos épicos         | 300 planos épicos           |
| S     | Naran Hyper Coupe                       | 3210          | 3386                 | 3593                 | 3815                 | 4044                 | 4311                 | 4566                 | 85 planos épicos         | 300 planos épicos           |
| S     | McLaren Speedtail                       | 3402          | 3559                 | 3741                 | 3937                 | 4138                 | 4372                 | 4593                 | 85 planos épicos         | 300 planos épicos           |
| S     | Faraday FFZERO1                         | 3425          | 3578                 | -                    | -                    | -                    | -                    | -                    | 85 planos épicos         | 300 planos épicos           |
| S     | Koenigsegg Regera                       | 3460          | 3612                 | 3793                 | 3980                 | 4176                 | 4403                 | 4616                 | 60 planos épicos         | 200 planos épicos           |
| S     | Ultima RS                               | 3483          | 3637                 | 3814                 | 4002                 | 4197                 | -                    | 4644                 | 1 llave de evento        | 300 planos épicos           |
| S     | Lamborghini SIAN FKP 37                 | 3518          | 3676                 | 3856                 | 4045                 | 4241                 | 4470                 | 4685                 | 85 planos épicos         | 300 planos épicos           |
| S     | Ajlani Drakuma                          | 3532          | 3683                 | 3863                 | 4054                 | 4251                 | 4483                 | 4702                 | 85 planos épicos         | 300 planos épicos           |
| S     | Inferno Automobili Inferno              | 3549          | 3703                 | 3882                 | 4073                 | 4272                 | 4504                 | 4722                 | 85 planos épicos         | 300 planos épicos           |
| S     | Bugatti Chiron                          | 3577          | 3730                 | 3910                 | 4101                 | 4302                 | 4534                 | 4755                 | 60 planos épicos         | 200 planos épicos           |
| S     | BXR Bailey Blade GT1                    | 3345          | 3533                 | 3750                 | 3981                 | 4223                 | 4506                 | 4764                 | 85 planos épicos         | 300 planos épicos           |
| S     | Bugatti Divo                            | 3601          | 3755                 | 3935                 | 4126                 | 4324                 | 3553                 | 4773                 | 85 planos épicos         | 300 planos épicos           |
| S     | Tushek TS 900 Racer Pro                 | 3402          | 3584                 | -                    | 4020                 | -                    | -                    | 4779                 | 85 planos épicos         | 300 planos épicos           |
| S     | Mazzanti Evantra Millecavalli           | 3460          | 3631                 | 3833                 | 4050                 | 4277                 | 4547                 | 4796                 | 85 planos épicos         | 300 planos épicos           |
| S     | Toroidion 1MW                           | 3518          | 3685                 | 3883                 | 4096                 | 4314                 | 4571                 | 4806                 | 85 planos épicos         | 300 planos épicos           |
| S     | Inferno Settimo Cerchio                 | 3577          | 3741                 | 3932                 | 4136                 | 4346                 | 4591                 | 4817                 | 85 planos épicos         | 300 planos épicos           |
| S     | Koenigsegg Jesko                        | 3637          | 3793                 | 3976                 | 4170                 | 4372                 | 4608                 | 4826                 | 1 llave de evento        | 300 planos épicos           |
| S     | Bugatti Centodieci                      | 3651          | 3808                 | 3992                 | 4189                 | 4389                 | 4621                 | 4843                 | 1 llave de evento        | 300 planos épicos           |
| S     | Aspark Owl                              | 3668          | 3824                 | 4006                 | 4201                 | 4405                 | 4645                 | 4863                 | 85 planos épicos         | 300 planos épicos           |
| S     | Rimac Nevera                            | 3697          | 3852                 | 4035                 | 4231                 | 4435                 | 4677                 | 4897                 | 1 llave de evento        | 300 planos épicos           |
| S     | Koenigsegg Agera RS                     | 3734          | 3892                 | 4076                 | 4272                 | 4479                 | 4719                 | 4940                 | 85 planos épicos         | 300 planos épicos           |
| S     | SSC Tuatara                             | 3758          | 3918                 | 4105                 | 4303                 | 4506                 | 4744                 | 4969                 | 1 llave de evento        | 300 planos épicos           |
| S     | Bugatti Chiron Super Sport 300+         | 3770          | x                    | x                    | x                    | x                    | x                    | 4983                 | 1 llave de evento        | x planos épicos             |
| S     | Bugatti La Voiture Noire                | 3819          | 3980                 | 4164                 | 4363                 | 4569                 | 4814                 | 5041                 | 1 llave de evento        | 300 planos épicos           |
| S     | Deus Vayanne                            | 3844          | 4004                 | 4193                 | 4396                 | 4607                 | 4852                 | 5082                 | 1 llave de evento        | 300 planos épicos           |
| S     | Koenigsegg Gemera                       | 3856          | 4018                 | 4207                 | 4409                 | 4616                 | 4864                 | 5085                 | 1 llave de evento        | 300 planos épicos           |
| S     | Hennessey Venom F5                      | 3881          | 4046                 | 4237                 | 4439                 | 4651                 | 4900                 | 5126                 | 85 planos épicos         | 300 planos épicos           |
| S     | Bugatti Bolide                          | 3969          | 4129                 | 4317                 | 4517                 | 4723                 | 4964                 | 5190                 | 1 llave de evento        | 300 planos épicos           |

## Desarrollo
El juego fue desarrollado por el estudio Gameloft Barcelona, que también hizo Asphalt 8: Airborne y codesarrolló Asphalt Xtreme con Gameloft Madrid. El juego utiliza el motor de física Bullet y el motor de juego Jet Engine. Continuando con la tradición de Asphalt 8, el juego presenta bandas sonoras con licencia.
Los primeros rumores de "Asphalt 9: Legends" comenzaron en 2016, con Gameloft publicando imágenes en Twitter, mostrando a Gameloft Barcelona haciendo un mapa que no se había visto en "Asphalt 8: Airborne". El juego estaba programado para ser lanzado en el verano de 2017 según el comunicado de prensa de Gameloft, y el nombre iba a ser "Asphalt 9: Shockwave". En febrero de 2018, Gameloft estaba haciendo una sesión de preguntas y respuestas en vivo con uno de sus community managers en Gameloft London, donde respondió a preguntas sobre  Asphalt 9 , y dijo que no se le permitía comentar sobre el futuro de la serie Asphalt. Cuatro días después, sin embargo, se reveló un tráiler de Asphalt 9.
El juego se lanzó por primera vez para iOS como un lanzamiento suave el 26 de febrero de 2018, en Filipinas, luego en Tailandia el 22 de marzo de 2018. Más tarde se lanzó para Android como un lanzamiento suave, el 17 de mayo de 2018 en Filipinas.  El prerregistro para el lanzamiento mundial comenzó el 29 de junio de 2018. Aproximadamente al mismo tiempo, la gente podía prerregistrar el juego en  Google Play Store. El 24 de julio de 2018, Gameloft anunció la fecha de lanzamiento del juego, el 26 de julio de 2018, en una transmisión en vivo de Facebook y YouTube. Sin embargo, el juego se lanzó un día antes de lo planeado. Cuando el juego se lanzó en todo el mundo, alcanzó los 4 millones de descargas en todas las plataformas en menos de una semana.
El 6 de junio de 2019, Gameloft anunció que el juego estaría disponible en Nintendo Switch. El puerto se lanzó el 8 de octubre de 2019. Había un modo en el que puedes jugar sin conexión con amigos y familiares con diferentes controladores, pero tenías que ganar una cierta cantidad de banderas de carrera para desbloquear el modo sin conexión. Había controles Joy-Con y controles Touchscreen en la pantalla portátil. Joy-Con significaba tener dos controladores conectados a cada lado y usar los dos controladores para jugar.
Se anunció un puerto para Xbox One y Series X/S en abril de 2021, con una fecha de lanzamiento actualmente desconocida. Una adaptación arcade, desarrollada por IGS y Wahlap Technology bajo una licencia de Gameloft, se lanzó mundialmente el 31 de agosto de 2021 con el nombre de Asphalt 9 Legends: Arcade DX.
Un port de Steam se anunció en julio de 2022 y se lanzó el 2 de agosto de 2022.
Gameloft anunció que en julio de 2024 el juego recibiría una expansión que traería añadido de crossplay, nueva versión del motor gráfico Jet Engine, lanzamiento en consolas PlayStation 4 y PlayStation 5, nueva UI en menús y juego, nuevo mapa Singapur, nuevo modo multijugador cooperativo y muchas más características.
Obtenga una mirada exclusiva a Asphalt Legends Unite La expansión también cambiará el nombre del juego a "Asphalt Legends Unite".

## Recepción
Asphalt 9 recibió críticas positivas tras su lanzamiento, y los nuevos gráficos y diseño visual fueron elogiados casi unánimemente como una mejora importante con respecto a los predecesores de la serie, pero hubo respuestas mixtas al sistema de progresión, incluidos sus sistemas hostiles de monetización y "energía".
Prasad de GSMArena.com escribió: "Visualmente, Asphalt 9 es impresionante y posiblemente el juego más atractivo en la plataforma móvil actual", mientras que la revisión de TechCommuters decía: "Independientemente de la plataforma en la que estés jugando, el juego ofrece... Con una amplia variedad de autos, accesorios, pistas y eventos, puedes jugar a este juego durante mucho tiempo sin ningún momento aburrido". Nick Tylwalk de Gamezebo también elogió los gráficos, pero escribió que "el sistema de planos puede ser una mezcla y hay momentos en los que te sientes atascado, en cuanto a la progresión". Vishal Mathur de News18 mencionó "cada vez que se sale de la carretera, el polvo que se levanta es muy detallado. Los autos también se ven muy realistas... Sin embargo, no es exactamente es fácil conseguir autos exóticos. Como en la mayoría de los juegos de carreras, comienzas desde la base de la pirámide y luego avanzas hacia arriba. En muchas carreras, las recompensas que obtienes son planos de vehículos. Deberás recolectar la cantidad requerida de planos para el coche que estás mirando antes de poder desbloquearlo. Esto es un poco difícil, y creemos que se ha añadido ese elemento para garantizar que los jugadores permanezcan activos durante más tiempo en el juego, en la búsqueda de su coche favorito".
El juego ganó el premio por "Juego de deportes" en los Webby Awards 2019.
Asphalt 9 también ganó los Apple Design Awards 2019, y es el único juego de carreras que ha ganado el Design Award.